# 머니마니쇼 시즌2
《머니마니쇼 시즌2》는 KNN 파워FM에서 매일 오전 11시에 방송 중인 라디오 보험 상담 프로그램으로 KNN 러브FM과 동시에 방송·편성된다.

## 프로그램 소개
여러분의 가정 재무를 단디~ 챙겨드리는 머니마니쇼 시즌 2!
더 강력하게! 더 확실하게! 더 든든하게! 시작됩니다.
매일 오전 11시 알짜 경제 정보는 물론이고 특급 재무 전문가들이 머니 (Money)를 마니 (Many) 찾아드립니다.
구체적인 재무 설계, 믿을 만한 보험 관리!
지금부터 머니마니쇼 (Money Many Show)와 함께 시작하세요.

## DJ
| 대수 | 진행자 | 진행자 | 진행 기간             | 비고 |
| 대수 | 남성   | 여성   | 진행 기간             | 비고 |
| ---- | ------ | ------ | --------------------- | ---- |
| 1대  | 장원일 | 성은진 | 2025년 2월 3일 ~ 현재 |      |

## 코너

### 1부
① 돈이 되는 지식을 쌓아라, 돈 되는 뉴스 굿 퀘스천
② 머니마니 단디! 보험 상담소
- 단디 전문가 님들이 출동, 특급 솔루션을 처방합니다!

### 2부
③ 머니마니쇼 건강하이소! - 머니마니쇼 주치의가 알려주는 건강 정보와 단디 전문가 님들이 딱 짚어주는 보험 정보, 두 마리 토끼를 잡아라!
④ 보험 금쪽이들을 위한 <스피드 보험처리반>